# Aphareus (Tragiker)
Aphareus war ein athenischer Tragiker und Redner des 4. Jahrhunderts v. Chr.

## Leben
Aphareus war ein Sohn des Rhetors Hippias und dessen Gattin Plathane. Diese hatte drei Söhne, von denen Aphareus der jüngste war. Nach Hippias’ Tod heiratete sie den attischen Redner Isokrates, der Aphareus adoptierte. Anscheinend hatte Aphareus ein gutes Verhältnis zu seinem Adoptivvater, da er ihm eine Bronzestatue errichten ließ, deren Inschrift Pseudo-Plutarch überliefert.
Aphareus war in der Schule des Isokrates ausgebildet worden und verfasste deliberative und Gerichtsreden. Mit einer solchen Rede letzterer Art, von der nur der Titel bekannt ist, verteidigte er 355 v. Chr. seinen Adoptivvater erfolgreich gegen Megakleides; Isokrates hatte seinen Fall aufgrund einer Krankheit nicht selbst vertreten können. Doch Aphareus’ Ruhm als Tragödiendichter scheint größer als jener als Redner gewesen zu sein. Er begann seine Laufbahn als Tragiker während des Archontats des Lysistratos 369/68 v. Chr. und war auf diesem Gebiet 28 Jahre lang bis zum Archontat des Sosigenes 342/41 v. Chr. tätig. Während dieser Zeit verfasste er 37 Tragödien, doch befanden sich darunter zwei, deren Echtheit von antiken Kritikern angezweifelt wurde.  Diese Tragödien bildeten Tetralogien, d. h. jeweils vier von ihnen wurden auf einmal als größeres Drama in Athen aufgeführt. Dabei gewann er zweimal bei den großen Dionysien Preise. Doch sind Aphareus’ dramatische Werke völlig verloren; weder haben sich Fragmente erhalten noch sind auch nur ihre Titel bekannt. Auf einer didaskalischen Urkunde ist Aphareus’ Name verzeichnet.